# Хэллоуинский апокалипсис
«Глава первая: Хэллоуинский апокалипсис» (англ. Chapter One: The Halloween Apocalypse) — первая серия тринадцатого сезона британского телесериала «Доктор Кто» и первая часть шестисерийной истории «Поток», занимающей весь сезон. Премьера состоялась 31 октября 2021 года на канале BBC One. Сценарий серии написал главный сценарист и исполнительный продюсер Крис Чибнелл, режиссёр серии — Джейми Магнус Стоун.
Роль Тринадцатого Доктора исполнена актрисой Джоди Уиттакер, роль спутницы Ясмин Хан — Мандип Гилл, нового спутника Дэна Льюиса сыграл Джон Бишоп. В серии появились сонтаранцы и плачущие ангелы.

## Сюжет
Доктор и Яс выискивают Карванисту, представителя расы лупари, которые выглядят, как собаки, но Яс не понимает зачем. Они сбегают из его ловушки и следуют на Землю за ним на ТАРДИС. По пути Доктору приходят видения от Роя, таинственной личности, которая сбегает из тысячелетнего заключения у Дивизиона повелителей времени.
В 1820 году по неизвестным причинам филантроп Джозеф Уильямсон строит тоннели под Ливерпулем. В Ливерпуле 2021 года Дэн Льюис назначает свидание с сотрудницей музея Дианой на Хэллоуин, отрабатывает смену на суповой кухне и отправляется домой. К нему врывается Карваниста и уносит его с собой на корабль лупари. Доктор и Яс прилетают домой к Дэну после похищения и во время исследования узнают о приближении флота лупари к Земле, что выглядит как вторжение. Они успевают сбежать, перед тем как дом Дэна сжимается из-за ловушки Карванисты. Затем они встречают Клэр, женщину, которая утверждает, что они встретятся с ней в их будущем. Зайдя внутрь ТАРДИС, Доктор и Яс удивляются появлению второй двери в комнате управления. После этого Клэр касается плачущий ангел.
На корабле Карванисты Яс спасает Дэна, а Доктор расспрашивает у Карванисты о его связи с Дивизионом, пока не отвлекается на сигнал лупари. Карваниста рассказывает, что лупари на самом деле спасают человечество от уничтожения Потоком, неизвестного явления, отрицающего законы пространства и времени и поглощающего всё на своём пути. Поскольку Карваниста попал во временную турбулентность, он прибыл на Землю до остальных лупари. Доктор, Яс и Дэн сбегают с корабля, возвращаются в ТАРДИС, где появляется третья дверь, и отправляются исследовать Поток.
Тем временем из-за Потока Виндеру, единственному находящемуся на далёком аванпосте в космосе, приходится эвакуироваться. На явление также обращают внимание сонтаранцы, которые решаются воспользоваться моментом. Рой прибывает на арктическую базу, убивая одного сотрудника и воскрешая в другом свою сестру Лазурь. Позже та завлекает Диану в заброшенный дом.
ТАРДИС отправляет Доктора и её спутников на край Солнечной системы в поисках Потока. Заметив его вдали, Доктор испытывает очередное видение от Роя, который заявляет, что они давно знакомы, но она не помнит об этом. Поток атакует ТАРДИС, и Доктор направляется к Земле. Лупари не успевают спасти людей лично, и Доктор приказывает лупари выстроить корабли в щит вокруг Земли и оградить её от Потока. Но ТАРДИС не успевает скрыться под щитом, и Доктор выпускает энергию временной воронки из ТАРДИС в Поток, что никак не влияет на него. Двери ТАРДИС открываются настежь, пока Поток приближается.

## Производство

### Разработка
Серия написана главным сценаристом и исполнительным продюсером сезона Крисом Чибнеллом. В этой серии состоялось возвращение сонтаранцев и плачущих ангелов. 

### Актёрский состав
Сезон стал третьим для Джоди Уиттакер в роли Тринадцатого Доктора, а также Мандип Гилл в роли Ясмин Хан. Джон Бишоп присоединился к команде в роли нового спутника Дэна Льюиса. В серии также сыграли Джейкоб Андерсон, Аннабель Шоли, Сэм Спруэлл, Роченда Сандалл, Крейг Элс, Стив Орэм, Надия Албина и Джонатан Уотсон.

### Съёмки
Джейми Магнус Стоун, который был режиссёром четырёх серий предыдущего сезона, стал режиссёром первого блока, состоящего из первой, второй и четвёртой серий сезона. Первоначально съёмки должны были начаться в сентябре 2020 года, но в итоге из-за пандемии COVID-19 начались в ноябре 2020 года.

## Показ и критика
| Агрегированные оценки            | Агрегированные оценки |
| Источник                         | Рейтинг               |
| -------------------------------- | --------------------- |
| Rotten Tomatoes (Tomatometer)    | 79 %                  |
| Rotten Tomatoes (средняя оценка) | 6,8/10                |
| Оценки критиков                  |                       |
| Источник                         | Рейтинг               |
| Evening Standard                 | [ 11 ]                |
| Radio Times                      | [ 12 ]                |
| The A.V. Club                    | B                     |
| The Independent                  | [ 14 ]                |
| The Telegraph                    | [ 15 ]                |

### Показ
Премьера серии состоялась 31 октября 2021 года на Хэллоуин. Представляет собой первую серию истории из шести частей под названием «Поток», занимающей весь 13-й сезон. Одновременно премьера состоялась на американском канале BBC America. Позже в тот же день была показана «расширенная версия» серии, включающая дополнительные две минуты, которые были вырезаны изначально для рекламы. Премьера на русском языке состоялась в тот же день на стриминговом сервисе КиноПоиск HD.

### Рейтинги
Премьеру серии на BBC One посмотрело 4,43 миллиона зрителей (доля зрителей — 26,9 %), сделав её второй по просмотрам в Великобритании программой вечера. Индекс оценки серии составил 76 из 100. За семь дней количество зрителей возросло до 5,79 миллионов, и серия стала девятой про просмотрам программой недели. Премьерный показ серии на BBC America посмотрело 339 тысяч зрителей, а вечерний показ — 277 тысяч.

### Критика
На сайте-агрегаторе критики Rotten Tomatoes 79 % из 14 критиков дали серии положительную оценку, и средний рейтинг составил 6,8 из 10. Консенсус гласил: «„Хэллоуинский апокалипсис“ накрыл обильный стол для поклонников „Доктора Кто“ и задал сезону многообещающее начало, вселяющее оптимизм».